# Knodus longus

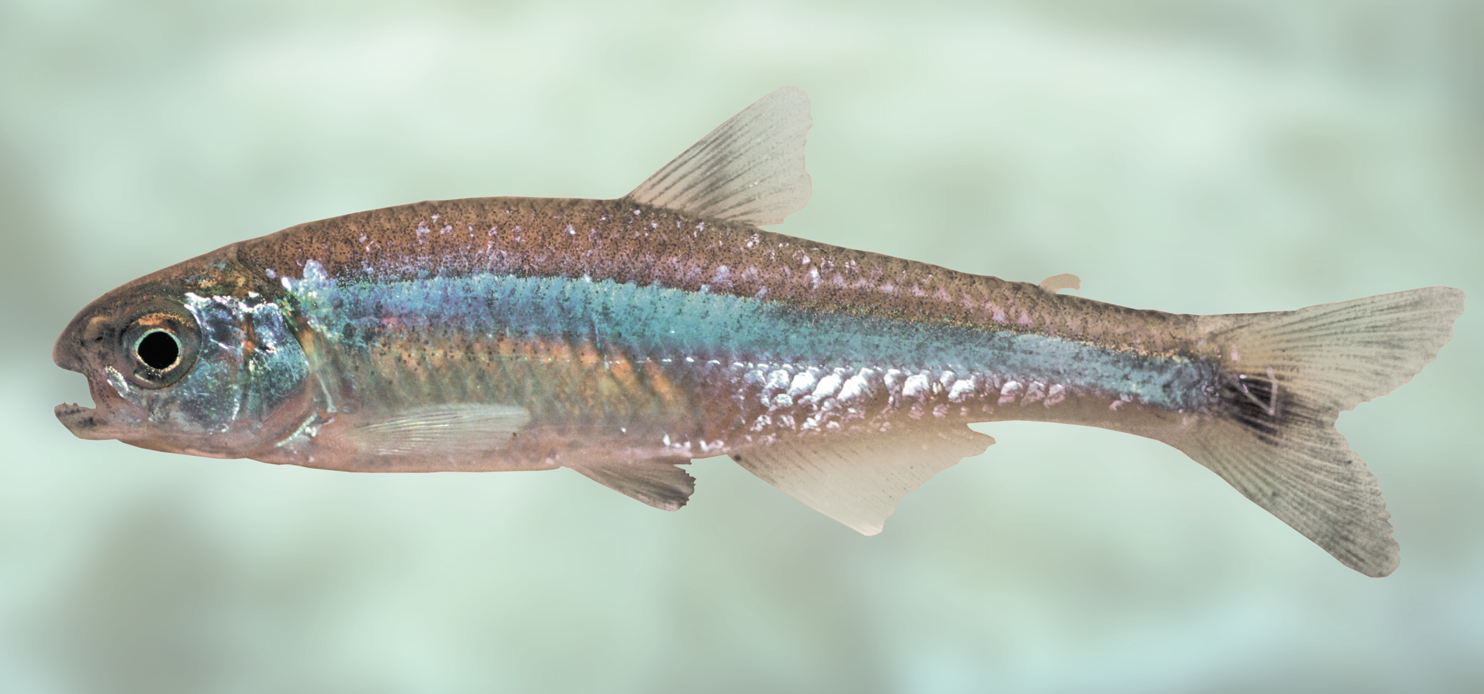
Espècimen de Knodus longus.

Knodus longus és una espècie de peix de la família dels caràcids i de l'ordre dels caraciformes.

## Morfologia
- Els mascles poden assolir 4,6 cm de llargària total.[4]

## Hàbitat
Viu en zones d'alta altitud.

## Distribució geogràfica
Es troba a Sud-amèrica: riu Warinilla (Andes de Bolívia).